# 長原杏子
長原 杏子（ながはら きょうこ）は、日本の女性声優。主にアダルトゲームに声をあてている。

## 出演
太字はメインキャラクター。

### アダルトアニメ
- 巨乳人妻女教師催眠（白河美和）
- 巨乳家族催眠（間宮美冬）
- OVA巨乳プリンセス催眠（2020年、タマンナ・クルシュ[1][2]）

### アダルトゲーム
時期不明
- 悪の女幹部 ペリジーニュームーン（クィン・テイル／古賀道子）

2010年
- 巨乳魔女（天摩優里亜[3]）
- 聖皇女クラウディア（クラウディア・ヴァルキュリア）

2011年
- 淫淵の館（キャサリン・マイヤー）
- 肛魔の巫女（鼎）
- 真・夜勤病棟（神宮寺成美）

2012年
- 『彼氏いない歴＝年齢』じゃ、 どうしてイケナイのよ!?〜聖トレア学園恋愛禁止令〜（累りんず）
- Chaos Labyrinth -ケイオスラビリンス-（アメリア、アンナ、学長）
- 寝取られ熟母、夏子(41)〜若い男との変態セックスにハマッた本当はドスケベだったお母さん〜（神尾夏子）
- 魔館の淫嬢（ポチ）
- 夜勤病棟 零（神宮寺成美）

2013年
- エピデミック〜感染拡大〜（平岡初恵）
- 巨乳家族催眠「家族なんだから、セックスするのは当たり前よね……」（間宮美冬）
- 昼下がりの団地妻たち〜熟れた匂いとムレた肌〜（藤田美奈子）

2014年
- 恥辱の女騎士 オークの出来そこないである貴様なんかに、この私が……!!（クローディア）
- 魔法少女静流（楠美沙子）

2015年
- 母子愛2（瑞森雪恵）
- Gated Community（御名城京香）

2016年
- 叔母寝取り〜夫の知らない淫らな関係〜（桃瀬理恵子）
- 巨乳大家族催眠「家族みんなでイキまくるセックスがやめられないのぉ」（間宮美冬）

2017年
- ようこそ！スケベエルフの森へ（ミズリィ・ステントレーム）
- 巨乳プリンセス催眠「下賤な貴方のモノを……んちゅっ、んじゅるるる……れろっ、しゃぶったりするものですか！」（タマンナ・クルシュ）

2018年
- ひとつまみ 〜リラクゼーションシリーズ〜（新島いずみ[4]）
- 巨乳エルフ母娘催眠「はい……人間様のオチ○ポを母娘でしゃぶらせていただきます……」（エフィルディス＝アグラリエル[5]）

2019年
- 巨乳人妻女教師催眠・携帯アプリでセックス中毒！（白河美和[6]）
- PrisonQueendom 〜強制M男化調教〜
- 無能転移者でも巨根なら勇者母娘と魔王を孕ませてハーレム魔王軍を作れる！（ルシア[7]）
- 巨乳女戦士・土下座催眠「ちくしょうっ……アタシはお前の思い通りになんか、ならないからな……！」（イーリス・アンゲル）

2020年
- とある王妃の閨事〜貞淑な妻はいかにして孕んだか〜（ソフィア・グリュー[8]）

2021年
- 巨乳軍人支配催眠「私の任務は貴方にご奉仕する事です。色んな穴をご自由にお使い下さい」（ステラ・コーラル[9]）

2022年
- 異世界の王国丸ごと俺の孕ませオナホハーレム！（レーナ[10]）

2023年
- エルフェンキング（マトカ[11]）
- 家族は（俺以外）サキュバスでした～二人の姉と母との性活で精液を搾り取られます～（咲葉百合[12]）
- 無双の孕ませオナホ騎士団 ～強い牝を淫紋術で屈服させてエロ酷いことやりたい放題の絶対忠誠ハーレムを作る!～ (テレーゼ)[13]